# Kanton Cambrai-Ouest
Kanton Cambrai-Ouest (francouzsky Canton de Cambrai-Ouest) je francouzský kanton v departementu Nord v regionu Nord-Pas-de-Calais. Tvoří ho 17 obcí.

## Obce kantonu
- Abancourt
- Aubencheul-au-Bac
- Bantigny
- Blécourt
- Cambrai (západní část)
- Cuvillers
- Fontaine-Notre-Dame
- Fressies
- Haynecourt
- Hem-Lenglet
- Neuville-Saint-Rémy
- Paillencourt
- Proville
- Raillencourt-Sainte-Olle
- Sailly-lez-Cambrai
- Sancourt
- Tilloy-lez-Cambrai